# Berle Brant
Berle Brant (* 26. September 1989 in Pärnu) ist eine estnische Fußballspielerin.
Brant spielt aktuell beim Pärnu JK und wurde bisher achtmal für die Nationalmannschaft Estlands eingesetzt. Des Weiteren nahm sie an der FISU Universiade 2009 teil und bestritt zwei Länderspiele.